# Leeanna Walsman
Leeanna Walsman, född 22 november 1979 i Sydney, Australien, är en australisk skådespelerska.
Walsman har medverkat i flera TV-produktioner och filmer och är mest känd som Zam Wessel i Star Wars: Episod II – Klonerna anfaller och har även en framträdande roll som fängelsedirektören Erica Davidson i TV-serien Wentworth